# Краван (Приморская Шаранта)
Крава́н (фр. Cravans) — коммуна во Франции, находится в регионе Пуату — Шаранта. Департамент коммуны — Шаранта Приморская. Входит в состав кантона Жемозак. Округ коммуны — Сент.
Код INSEE коммуны — 17133.

## Население
Население коммуны на 2010 год составляло 730 человек.
| 1962 | 1968 | 1975 | 1982 | 1990 | 1999 | 2010 |
| ---- | ---- | ---- | ---- | ---- | ---- | ---- |
| 508  | 503  | 509  | 493  | 526  | 521  | 730  |